# Национальный монумент Джорджу Вашингтону Карверу
Национальный монумент Джорджу Вашингтону Карверу (англ. George Washington Carver National Monument) — национальный монумент США, посвящённый американскому учёному-негру Джорджу Вашингтону Карверу. Первый национальный монумент, открытый не в честь президентов США.

## История
Мемориальный комплекс был основан 14 июля 1943 года Франклином Делано Рузвельтом, который лично пожертвовал на его создание 30 тысяч долларов. Памятник входит в Службу национальных парков США и находится примерно в двух милях к западу от города Diamond, штат Миссури, и расположен рядом с домом отца Джорджа — Моисея Карвера (англ. Moses Carver), занимает площадь 210 акров (85 гектар), открыт для посещения круглый год.
Интересно, что учёный изображен на памятнике в юном возрасте, босиком и по пояс голым, как напоминание об обычном виде негритянских детей того времени.

Фотогалерея
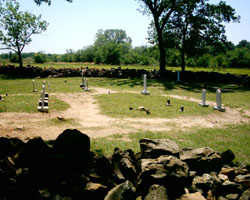
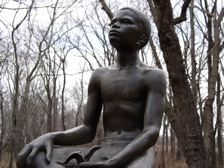
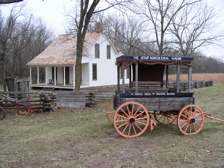